# Eleição para governador de Ohio em 2006
A eleição para governador do estado americano do Ohio de 2006 foi realizada em 7 de novembro de 2006, para escolher o governador e vice-governador de Ohio. O governador Bob Taft não podia concorrer a reeleição,pois tinha sido reeleito em 2002.